# Fletcher Flora
Pour les articles homonymes, voir Fletcher et Flora.
Fletcher Flora, né le 20 mai 1914 à Parsons, au Kansas, et décédé en 1968 aux États-Unis, est un écrivain américain, auteur de roman policier.
Fletcher Flora manie l'esprit, l'ironie et l'humour noir dans ses romans. Ses histoires s'apparentent aux romans et nouvelles de Roald Dahl ou à certains épisodes de la série télévisée Alfred Hitchock présente.

## Biographie
Flora passe sa jeunesse dans sa ville natale et, de 1938 à 1940, fait des études supérieures à l'Université du Kansas, avant de se destiner à l'enseignement. En 1943, toutefois, il s'enrôle dans l'armée américaine et est sergent d'infanterie en Nouvelle-Guinée jusqu'à la fin de la guerre. Gravement blessé aux deux jambes et au bras droit par des éclats de shrapnel, il souffrira d'importantes séquelles tout au long de sa vie. Après sa démobilisation, il devint conseiller en éducation auprès du Département de l'Armée à Fort Leavenworth, au Kansas, de 1945 à 1963.
Fletcher Flora amorce sa carrière d'écrivain en 1950 par la publication de nouvelles dans des pulps, tels que Dime Detective ou Detective Story, au moment où ce type de publication déclin au profit des nouveaux digests qui apparaissent, tels que Manhunt Magazine. En tout, il écrivit plus d'une centaine de nouvelles parues pour l'essentiel dans ces digests. En France, plusieurs de ses nouvelles ont été traduites dans Alfred Hitchcock magazine, Mystère magazine et Le Saint détective magazine.
En 1954, il publie son premier roman, le lesbian pulp fiction Strange Sisters, dont le succès tient surtout au fait que d'autres écrivains avaient déjà utilisé ce titre comme fourre-tout pour des romans à la thématique lesbienne. Le roman raconte l'histoire d'une femme sombrant dans la dépression après trois relations amoureuses lesbiennes abusives. Flora écrivit à la suite de ce roman une autre œuvre sur le thème du lesbianisme, Desperate Asylum (1955), réédité sous le titre de Whisper of Love.
Un excellent exemple de l'humour noir utilisé par Fletcher Flora est Skulldoggery (1967). Le roman raconte l'histoire de l'avidité de membres d'une famille qui croit pouvoir hériter de dix millions de dollars lorsque le patriarche de la famille mourra. Lorsqu'ils découvrent que l'argent de l'héritage revient au chihuahua du patriarche, et ne leur reviendrait qu'au cas où le chihuaha et ses chiots décèderaient, ils décident de faire disparaître le chien. Le style d'écriture de Fletcher Flora dans Skulldoggery est un hommage à l'humour cinglant de l'écrivain britannique Oscar Wilde.
Fletcher Flora a également servi de nègre littéraire pour trois romans parus sous le nom maison Ellery Queen dans les années 1960. Il a aussi écrit, en collaboration avec Stuart Palmer, le dernier roman de la série consacrée aux enquêtes de Hildegarde Withers.

## Œuvre

### Romans
- Strange Sisters (1954)
- Desperate Asylum ou Whisper of Love (1955)
- The Hot Shot (1956)
- The Brass Bed (1956)
- Let Me Kill You, Sweetheart (1958) Publié en français sous le titre Un train d’enfer, traduction de Louis Saurin, Paris, Presses de la Cité, Un mystère no 486, 1959, réédition, Paris, Presses de la Cité, coll. Les Classiques du roman policier no 6, 1964
- Leave Her To Hell (1958)
- Whispers of the Flesh (1958)
- Park Avenue Tramp (1959)
- Take Me Home (1959)
- Wake Up With a Stranger (1959)
- Killing Cousins (1961) Publié en français sous le titre Une cousine dangereuse, traduction de G. Hall, Paris, Presses internationales, coll. Inter-Police no 95, 1963.
- Most Likely To Love (1960)
- The Seducer (1961)
- The Irrepressible Peccadillo (1962)
- Skuldoggery (1967)
- Hildegarde Withers Makes the Scene (1969, avec Stuart Palmer)

### Romans signés du nom maison Ellery Queen
- The Golden Goose ou Who Killed the Golden Goose? (1964)
- Blow Hot, Blow Cold (1964) Publié en français sous le titre Chauds les glaçons, Paris, Presses de la Cité, Un mystère, 2e série no 52, 1967
- The Devil's Cook (1966)

### Nouvelles

#### SérieLieutenant Joseph Marcus
- The Dead Don’t Speak (1964)
- The Invisible Gauntlet (1964) Publié en français sous le titre Le Gant invisible, Paris, Opta, Mystère magazine no 211, août 1965
- A Word for Murder (1964)
- The Capsule (1964)
- Crazy Quilt (1966)
- The Scrap of Knowledge (1968) Publié en français sous le titre Le Petit Indice, Paris, Opta, Mystère magazine no 250, décembre 1968

#### Autres nouvelles
- Showdown for Death (1950)
- Something Smells (1951)
- Dead Ringer for Joe! (1952)
- The Two-Faced Corpse (1952)
- Buy a Hush, Baby (1952)
- Murder Is No Gentleman (1952)
- Ghoul to Go! (1952)
- Torrid Zone (1952) Publié en français sous le titre Une chaleur du diable, Paris, Opta, Mystère magazine no 77, juin 1954
- Tall Guys Come High (1952)
- So Lovely—and So Dead! (1952)
- Death Lives Here (1953)
- As I Lie Dead (1953)
- The Heat Is Killing Me! (1953)
- It’s Murder, My Love (1953)
- Hell Has No Fury (1953)
- Pursued (1953) Publié en français sous le titre Poursuivie, Paris, Opta, Mystère magazine no 86, mars 1955
- The Closing Trap (1953) Publié en français sous le titre Pour qui le traquenard ?, Paris, André Jaeger éditeur, Super Police magazine no 1, décembre 1953
- Time to Kill (1953)
- Death Is Her Bridegroom (1953)
- I’ll Kill for You (1953) Publié en français sous le titre Le Prix d'un meurtre, Paris, Opta, Suspense no 5, août 1958
- The Collector Comes After Payday (1953) Publié en français sous le titre On ne perd rien pour attendre, Paris, Opta, Suspense no 10, janvier 1957
- Hell for Hannah (1953)
- Fair Game (1953)
- Priority for Hell (1953)
- The Last Sleep (1953)
- A Long Way to KC (1953)
- Death in Waiting (1953)
- Heels Are for Hating (1954) Publié en français sous le titre Les salauds meurent aussi, Paris, Opta, Suspense no 25, mars 1958
- Die, Little Lady! (1954)
- Murder of a Mouse (1954) Publié en français sous le titre Une souris morte, Paris, Opta, Suspense no 7, octobre 1956
- Points South (1954) Publié en français sous le titre La Limite, Paris, Opta, Suspense no 19, octobre 1957
- Tough (1954)
- Double Liability (1954)
- Meet Me in a Narrow Street (1954)
- Two Little Hands (1954) Publié en français sous le titre Le Déclic, Paris, Opta, Suspense no 2, mai 1956
- Insurance (1955)
- May I Come In? (1955) Publié en français sous le titre La Mort à la porte, Paris, Opta, Suspense no 11, février 1957 ; réédition, sous le titre Laissez-moi entrer, dans l'anthologie Histoires de cinglés, Paris, Pocket no 3227, 1990
- The Day It Began Again (1955) Publié en français sous le titre L'Heure d'un nouveau crime, Paris, Opta, Suspense no 4, juillet 1956
- Spring Is a Nice Time to Die (1955)
- The Scarlet Sculptress (1955)
- Specialty Kill (1955)
- Three for the Money (1955)
- Kill Me Tomorrow (1955) Publié en français sous le titre Tue-moi demain, Paris, Opta, Suspense no 21, décembre 1957 ; réédition, Paris, Opta, Alfred Hitchcock magazine no 136, septembre 1972
- The Silent One (1955)
- They’re Dead at Cooperstown (1955)
- Handy Man (1956)
- Escape (1956)
- Late Date with Death (1956)
- A Soft Spot for Maddy (1956) Publié en français sous le titre Un tendre, Paris, Opta, Alfred Hitchcock magazine no 3, juillet 1961 ; réédition dans l'anthologie Histoires diablement habiles, Paris, Le Livre de poche no 3001, 1988
- Long Distance (1957) Publié en français sous le titre La Longue Route, Paris, Opta, Suspense no 23, février 1958
- Incident on the River (1957)
- Only the Best for Bowser (1957)
- The Primitive Destroyer (1957)
- A Husband Is Missing (1957) Publié en français sous le titre Un mari disparu, Paris, Opta, Anthologie du suspense no 2, 1964 ; réédition dans l'anthologie Histoires qui défrisent, Paris, Le Livre de poche no 6672, 1989
- Three Gallons of Gas (1957)
- Tough Man (1957) Publié en français sous le titre Homme de main, Paris, Opta, Suspense no 18, septembre 1957
- Trespasser (1957) Publié en français sous le titre Chasse-gardée, Paris, Opta, Alfred Hitchcock magazine no 139, décembre 1972
- Most Agreeably Poisoned (1957) Publié en français sous le titre Un empoisonnement très bien accueilli, dans l'anthologie Histoires percutantes, Paris, Presses Pocket no 2114, 1983
- The Little Hat (1957)
- Setup (1957) Publié en français sous le titre Pour elle, Paris, Opta, Choc Suspense no 4, janvier 1968
- Accessory (1957)
- Loose Ends (1958)
- The Morning After Death (1959)
- Prophet and the Damned (1959)
- Of the Five Who Came... (1959)
- The Hot Body (1959)
- Nine, Ten and Die (1959)
- Motive: $5,000,000 (1959) Publié en français sous le titre La Course aux millions, Paris, Opta, Alfred Hitchcock magazine no 35, mars 1964 ; réédition dans l'anthologie Histoires de mort et d'humour, Paris, Le Livre de poche no 3007, 1988
- Redheads on the Rocks (1959)
- Death Has Two Faces (1959)
- Make Me Die, Lover (1959)
- The Witness Was a Lady (1960)
- No Death, No Inheritance (1960) Publié en français sous le titre Sans défunt, pas d'héritage, Paris, Opta, Alfred Hitchcock magazine no 5, septembre 1961
- She Asked for It (1960)
- Tune Me In (1960) Publié en français sous le titre Sur la même antenne, Paris, Opta, Alfred Hitchcock magazine no 21, janvier 1963 ; réédition, sous le titre La Voix, dans l'anthologie Histoires à faire froid dans le dos, Paris, Presses Pocket no 2115, 1983
- Lust Isn’t Funny (1960)
- Assassin (1960)
- Homicide and Gentlemen (1961) Publié en français sous le titre La Mort jumelle, Paris, Opta, Alfred Hitchcock magazine no 13, mai 1962 ; réédition dans l'anthologie Histoires noires, Paris, Le Livre de poche no 6588, 1989
- The Spent Days (1961) Publié en français sous le titre Les Jours passés, Paris, Opta, Mystère magazine no 166, novembre 1961
- A Cool Swim on a Hot Day (1961) Publié en français sous le titre Un bon bain froid par cette chaleur, Paris, Opta, Alfred Hitchcock magazine no 10, février 1962
- Sounds and Smells (1961)
- The Gimlet Affair (1962)
- Bach in a Few Minutes (1962) Publié en français sous le titre Meurtre en sol, Paris, Opta, Alfred Hitchcock magazine no 18, octobre 1962
- IQ-184 (1962) Publié en français sous le titre Quotient intellectuel 184, Paris, Opta, Alfred Hitchcock magazine no 26, juin 1963
- Settlement Out of Court (1963) Publié en français sous le titre À l'amiable, Paris, Opta, Alfred Hitchcock magazine no 89, septembre-octobre 1968
- Mrs. Dearly’s Special Day (1963) Publié en français sous le titre Une femme de sang-froid, Paris, Opta, Mystère magazine no 190, novembre 1963
- Dinner Will Be Cold (1963) Publié en français sous le titre Le dîner sera froid, Paris, Opta, Alfred Hitchcock magazine no 93, février 1969 ; réédition dans l'anthologie Histoires à frémir debout, Paris, Presses Pocket no 2119, 1984
- Bonus Boy (1963) Publié en français sous le titre Un homme en prime, Paris, Opta, Alfred Hitchcock magazine no 44, décembre 1964 ; réédition dans l'anthologie Histoires troublantes, Paris, Le Livre de poche no 3008, 1988
- Six Reasons for Murder (1964) Publié en français sous le titre Six raisons pour tuer, Paris, Opta, L'Anthologie du mystère no 5, 1967
- The Appointed Agent (1964)
- How? When? Who? (1964)
- For Money Received (1964) Publié en français sous le titre Une veuve pour Percy, Paris, Opta, Alfred Hitchcock magazine no 105, février 1970
- The Satin-Quilted Box (1964)
- The Tool (1964) Publié en français sous le titre Nettie, Paris, Opta, Alfred Hitchcock magazine no 83, juin 1968 ; réédition, sous le titre L'Instrument, dans l'anthologie Histoires noires pour nuits blanches, Paris, Presses Pocket no 2363, 1986
- One Enchanted Evening (1965)
- My Father Died Young (1965) Publié en français sous le titre Étranges Funérailles, Paris, Opta, Mystère magazine no 233, juin 1967
- Hink-Dink (1965)
- The Death of a Fraud (1965)
- Something Very Special (1965) Publié en français sous le titre Un usage très particulier, dans l'anthologie Histoires à suspense, Paris, Presses Pocket no 2118, 1984
- Anniversary Gift (1965) Publié en français sous le titre Un dimanche matin, Paris, Opta, Alfred Hitchcock magazine no 88, août 1968
- Wait and See (1965) Publié en français sous le titre Il n'y a qu'à attendre, Paris, Fayrad, Le Saint détective magazine no 134, avril 1966
- Not Exactly Love (1965) Publié en français sous le titre Pas exactement de l'amour, Paris, Opta, Alfred Hitchcock magazine no 61, mai 1966
- The Last Moments of Cornell Allen (1966)
- Darling, You Deserve Me (1966)
- Obituary (1966)
- The Affair of the Gander’s Sauce (1966)
- The Happenstance Snatch (1966) Publié en français sous le titre La Fille qui voulut être kidnappée, Paris, Opta, Alfred Hitchcock magazine no 67, novembre 1966 ; réédition, sous le titre L'Évènement impromptu, dans l'anthologie Histoires médusantes, Paris, Le Livre de poche no 6632, 1989
- A Lesson in Reciprocity (1966) Publié en français sous le titre Figaro double face, dans l'anthologie Histoires renversantes, Paris, Presses Pocket no 2360, 1985
- The Seasons Come, the Seasons Go (1966) Publié en français sous le titre Les saisons viennent, les saisons vont..., Paris, Opta, Mystère magazine no 234, juillet 1967
- Obie’s Girl (1966) Publié en français sous le titre La Fiancée d'Obi, Paris, Opta, Alfred Hitchcock magazine no 140, janvier 1973
- Hold My Hand (1966)
- Variations on an Episode (1967) Publié en français sous le titre Variation sur un épisode, Paris, Opta, Alfred Hitchcock magazine no 117, février 1971
- Cousin Kelly (1967) Publié en français sous le titre Cousin Kelly, Paris, Opta, Alfred Hitchcock magazine no 116, janvier 1971
- The Average Murderer (1967) Publié en français sous le titre Meurtrier moyen, Paris, Opta, Alfred Hitchcock magazine no 79, novembre 1967
- Black and Blue Monday (1967)
- I’ll Be Loving You (1967) Publié en français sous le titre Oui, je t'aimerai toujours, Paris, Opta, Alfred Hitchcock magazine no 84, avril 1968 ; réédition sous le titre Je t'aimerai toujours dans l'anthologie Histoires à donner des sueurs froides, Paris, Presses Pocket no 2116, 1984
- Beside a Flowering Wall (1968) Publié en français sous le titre Devant un mur fleuri, Paris, Opta, Alfred Hitchcock magazine no 90, novembre 1968
- The Snow, the Cold... (1968)
- Refuge (1968) Publié en français sous le titre L'Ultime Refuge, Paris, Opta, Alfred Hitchcock magazine no 97, juin 1969
- Something Priceless (1968) Publié en français sous le titre Clara et Neva, Paris, Opta, Alfred Hitchcock magazine no 95, avril 1969
- The Handle on the Pump (1968)
- Where’s Milo (1969), publication posthume
- Light o’ Love (1969), publication posthume Publié en français sous le titre Les Feux de l'amour, Paris, Opta, Alfred Hitchcock magazine no 110, juillet 1970 ; réédition dans l'anthologie Histoires à vous faire dresser les cheveux sur la tête, Paris, Presses Pocket no 2120, 1985
- Tutored to Death (1969), publication posthume
- I’ll Race You (1969), publication posthume Publié en français sous le titre Et tout le reste est illusion, Paris, Opta, Alfred Hitchcock magazine no 103, décembre 1969
- No Tears for Foster (1969), publication posthume Publié en français sous le titre Pas de larmes pour Foster, Paris, Opta, Alfred Hitchcock magazine no 109, juin 1970
- Two Bits’ Worth of Luck (1970), publication posthume Publié en français sous le titre Deux coups de chance, Paris, Opta, Alfred Hitchcock magazine no 111, août 1970 ; réédition sous le titre Pour 25 cents de chance, Paris, Opta, Alfred Hitchcock magazine no 137, septembre 1972
- Till Death (1970), publication posthume Publié en français sous le titre Jusqu'à ce que la mort, Paris, Opta, Anthologie du suspense no 8, septembre 1970

## Couvertures de livres

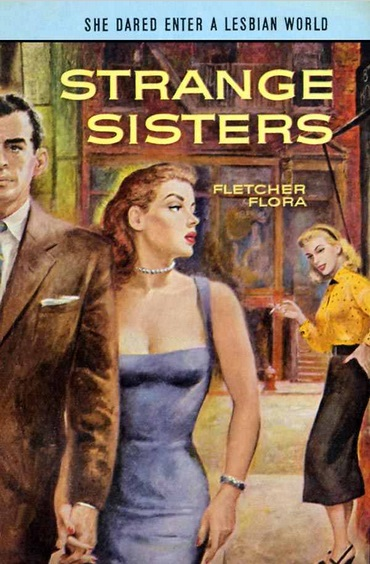
Strange Sisters, 1954
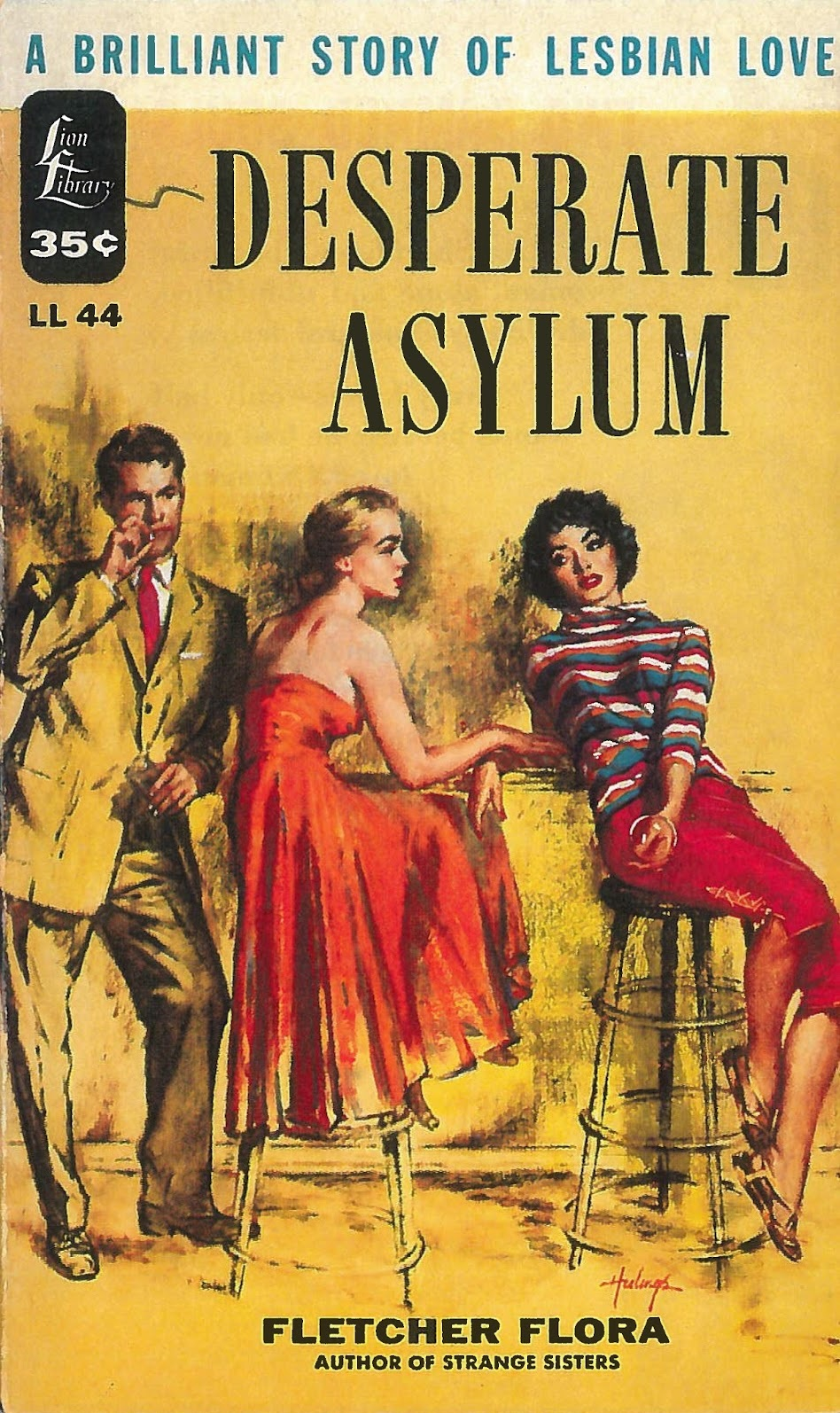
Desperate Asylum, 1955
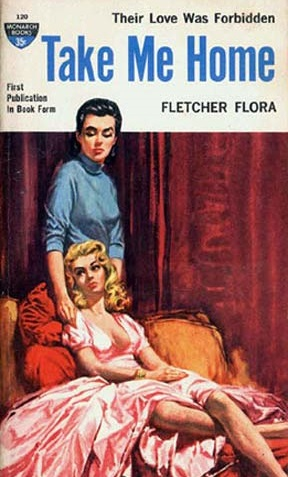
Take Me Home, 1959

## Filmographie

### Comme auteur adapté
- 1972 : A Very Missing Person, téléfilm américain réalisé par Russ Mayberry d'après le roman Hildegarde Withers Makes the Scene, avec Eve Arden dans le rôle de Hildegarde Withers.

## Sources
- Claude Mesplède, Dictionnaire des littératures policières, vol. 1 : A - I, Nantes, Joseph K, coll. « Temps noir », 2007, 1054 p. (ISBN 978-2-910-68644-4, OCLC 315873251), p. 758.